# BV Germania Wolfenbüttel 1910
BV Germania Wolfenbüttel 1910 is een Duitse voetbalclub uit Wolfenbüttel, Nedersaksen. 

## Geschiedenis
De club werd op 1 mei 1910 opgericht als FC Germania Wolfenbüttel. Op 1 maart 1919 nam de club de naam SV Germania aan en op 6 juli 1923 fuseerde de club met BV 1912 Wolfenbüttel tot BV Germania.
In 1914 speelden zowel FC Germania als BV 1912 voor het eerst in de hoogste klasse van de Braunschweigse competitie. Na één seizoen degradeerde BV, Germania speelde ook de volgende jaren in de competitie maar eindigde steevast in de middenmoot, in 1918 degradeerde de club. Door competitieherstructurering werd de Braunschweigse competitie opgedoekt en kwamen er enkele grotere competities bij de Noord-Duitse voetbalbond. In 1922 werd deze maatregel teruggedraaid en kwamen er weer kleinere competities. Germania ging in de nieuw ingevoerde competitie van Zuid-Hannover-Braunschweig spelen. In 1924/25 werd de club laatste, maar degradeerde niet. Een jaar later volgde wel een degradatie. De club nam nog deel aan de eindronde om te promoveren maar slaagde hier niet in.
In 1933 werd de Gauliga Niedersachsen ingevoerd als nieuwe hoogste klasse. In het eerste seizoen plaatste Germania zich voor de eindronde om promotie, maar slaagde er niet in te promoveren. Ook het volgende seizoen slaagde de club er niet in. In 1936/37 kon de club dan eindelijk wel promoveren. In de Gauliga werd de club vernederd door Eintracht Braunschweig door met 0:10 te verliezen. Door een slechter doelpuntenquotiënt dan VfB Peine degradeerde de club aan het eind van het seizoen. 
In 1953 speelde de club in de Amateurliga, de derde klasse. In 1957 en 1958 werd de club telkens vierde, maar in 1959 degradeerde de club. In 1962 promoveerde de club nog voor één seizoen. Hierna speelde de club op lokaal niveau.
In 1993 stond de club voor een fusie met MTV Wolfenbüttel, maar deze ging niet door omdat MTV de naam Germania niet in de nieuwe naam wou. In 2011 promoveerde de club naar de Landesliga Braunschweig, maar degradeerde na één seizoen. In 2013 promoveerde de club opnieuw en speelde vierde seizoenen in de Landesliga.